# Colombe des nuages
Geotrygon albifacies
Espèce
Synonymes
- Geotrygon albifacies (désuet)

Répartition géographique
Statut de conservation UICN

 LC  : Préoccupation mineure
La Colombe des nuages (Zentrygon albifacies) est une espèce d'oiseaux de la famille des Columbidae.

## Répartition
Son aire s'étend à travers les montagnes d'Amérique centrale.

## Habitat
Elle habite les forêts humides tropicales et subtropicales d'altitude.